# Goldene Himbeere 1981
Die Goldene Himbeere 1981 (englisch: 1st Golden Raspberry Awards) wurde am 31. März 1981, am Abend der Oscarverleihung im Wohnzimmer des Erfinders der Goldenen Himbeere, John J. B. Wilson, verliehen.
Die meisten Goldenen Himbeeren (jeweils zwei) erhielten die Filme Supersound und flotte Sprüche und Der Jazz-Sänger. Die Himbeere zum schlechtesten Nebendarsteller teilten sich John Adames und Laurence Olivier.

## Preisträger und Nominierungen
Es folgt die komplette Liste der Nominierten und Preisträger.
| Statistik (aufgeführt werden Filme mit mehr als einer Nominierung) N=Nominierung; S=Sieg(e) |   |   |
| Film                                                                                        | N | S |
| Supersound und flotte Sprüche                                                               | 7 | 2 |
| Xanadu                                                                                      | 6 | 1 |
| Der Jazz-Sänger                                                                             | 5 | 2 |
| L ist nicht nur Liebe                                                                       | 5 | 0 |
| Die Formel                                                                                  | 4 | 0 |
| Cruising                                                                                    | 3 | 0 |
| Dressed to Kill                                                                             | 3 | 0 |
| Hebt die Titanic                                                                            | 3 | 0 |
| Jahreszeiten einer Ehe                                                                      | 3 | 0 |
| Saturn-City                                                                                 | 3 | 0 |
| Freibeuter des Todes                                                                        | 2 | 0 |
| Freitag der 13.                                                                             | 2 | 0 |
| Middle Age Crazy                                                                            | 2 | 0 |
| Shining                                                                                     | 2 | 0 |
| Touched by Love                                                                             | 2 | 0 |

| Kategorie                      | | Gewinner und Nominierte |
| ------------------------------ | --- | --- |
| Schlechtester Film             | Allan Carr, Produzent von Supersound und flotte Sprüche                                                                                     | Allan Carr – Supersound und flotte Sprüche (Can't Stop the Music)                                                          |
| Schlechtester Film             | Allan Carr, Produzent von Supersound und flotte Sprüche                                                                                     | Sean S. Cunningham – Freitag der 13. (Friday the 13th)                                                                     |
| Schlechtester Film             | Allan Carr, Produzent von Supersound und flotte Sprüche                                                                                     | Stanley Donen – Saturn-City (Saturn 3)                                                                                     |
| Schlechtester Film             | Allan Carr, Produzent von Supersound und flotte Sprüche                                                                                     | William Frye – Hebt die Titanic (Raise the Titanic)                                                                        |
| Schlechtester Film             | Allan Carr, Produzent von Supersound und flotte Sprüche                                                                                     | Lawrence Gordon – Xanadu                                                                                                   |
| Schlechtester Film             | Allan Carr, Produzent von Supersound und flotte Sprüche                                                                                     | Jennings Lang – Die nackte Bombe (The Nude Bomb)                                                                           |
| Schlechtester Film             | Allan Carr, Produzent von Supersound und flotte Sprüche                                                                                     | Jerry Leider – Der Jazz-Sänger (The Jazz Singer)                                                                           |
| Schlechtester Film             | Allan Carr, Produzent von Supersound und flotte Sprüche                                                                                     | Michael Lobell – L ist nicht nur Liebe (Windows)                                                                           |
| Schlechtester Film             | Allan Carr, Produzent von Supersound und flotte Sprüche                                                                                     | Steve Shagan – Die Formel (The Formula)                                                                                    |
| Schlechtester Film             | Allan Carr, Produzent von Supersound und flotte Sprüche                                                                                     | Jerry Weintraub – Cruising                                                                                                 |
| Schlechtester Schauspieler     | Neil Diamond | Neil Diamond – Der Jazz-Sänger – (The Jazz Singer)                                                                         |
| Schlechtester Schauspieler     | Neil Diamond | Michael Beck – Xanadu |
| Schlechtester Schauspieler     | Neil Diamond | Robert Blake – Von Küste zu Küste (Coast to Coast)                                                                         |
| Schlechtester Schauspieler     | Neil Diamond | Michael Caine – Dressed to Kill und Freibeuter des Todes (The Island)                                                      |
| Schlechtester Schauspieler     | Neil Diamond | Kirk Douglas – Saturn-City (Saturn 3)                                                                                      |
| Schlechtester Schauspieler     | Neil Diamond | Richard Dreyfuss – Das große Finale (The Competition)                                                                      |
| Schlechtester Schauspieler     | Neil Diamond | Anthony Hopkins – Jahreszeiten einer Ehe (A Change of Seasons)                                                             |
| Schlechtester Schauspieler     | Neil Diamond | Bruce Jenner – Supersound und flotte Sprüche (Can't Stop the Music)                                                        |
| Schlechtester Schauspieler     | Neil Diamond | Sam J. Jones – Flash Gordon                                                                                                |
| Schlechteste Schauspielerin    | Brooke Shields | Brooke Shields – Die blaue Lagune (The Blue Lagoon)                                                                        |
| Schlechteste Schauspielerin    | Brooke Shields | Nancy Allen – Dressed to Kill                                                                                              |
| Schlechteste Schauspielerin    | Brooke Shields | Faye Dunaway – Die erste Todsünde (The First Deadly Sin)                                                                   |
| Schlechteste Schauspielerin    | Brooke Shields | Shelley Duvall – Shining (Diese Nominierung wurde nachträglich zurückgezogen)                                              |
| Schlechteste Schauspielerin    | Brooke Shields | Farrah Fawcett – Saturn-City (Saturn 3)                                                                                    |
| Schlechteste Schauspielerin    | Brooke Shields | Sondra Locke – Bronco Billy                                                                                                |
| Schlechteste Schauspielerin    | Brooke Shields | Olivia Newton-John – Xanadu                                                                                                |
| Schlechteste Schauspielerin    | Brooke Shields | Valerie Perrine – Supersound und flotte Sprüche (Can't Stop the Music)                                                     |
| Schlechteste Schauspielerin    | Brooke Shields | Deborah Raffin – Touched by Love                                                                                           |
| Schlechteste Schauspielerin    | Brooke Shields | Talia Shire – L ist nicht nur Liebe (Windows)                                                                              |
| Schlechtester Nebendarsteller  | Laurence Olivier | John Adames – Gloria, die Gangsterbraut (Gloria) und Laurence Olivier – Der Jazz-Sänger (The Jazz Singer)                  |
| Schlechtester Nebendarsteller  | Laurence Olivier | Marlon Brando – Die Formel (The Formula)                                                                                   |
| Schlechtester Nebendarsteller  | Laurence Olivier | Charles Grodin – Fast wie in alten Zeiten (Seems Like Old Times)                                                           |
| Schlechtester Nebendarsteller  | Laurence Olivier | David Selby – Hebt die Titanic (Raise The Titanic)                                                                         |
| Schlechteste Nebendarstellerin | Amy Irving | Amy Irving – On the Road Again                                                                                             |
| Schlechteste Nebendarstellerin | Amy Irving | Elizabeth Ashley – L ist nicht nur Liebe (Windows)                                                                         |
| Schlechteste Nebendarstellerin | Amy Irving | Georg Stanford Brown (als Frau) – Zwei wahnsinnig starke Typen (Stir Crazy)                                                |
| Schlechteste Nebendarstellerin | Amy Irving | Betsy Palmer – Freitag der 13. (Friday the 13th)                                                                           |
| Schlechteste Nebendarstellerin | Amy Irving | Marilyn Sokol – Supersound und flotte Sprüche (Can’ – t Stop the Music)                                                    |
| Schlechteste Regie             | Robert Greenwald | Robert Greenwald – Xanadu                                                                                                  |
| Schlechteste Regie             | Robert Greenwald | John G. Avildsen – Die Formel (The Formula)                                                                                |
| Schlechteste Regie             | Robert Greenwald | Brian De Palma – Dressed to Kill                                                                                           |
| Schlechteste Regie             | Robert Greenwald | William Friedkin – Cruising                                                                                                |
| Schlechteste Regie             | Robert Greenwald | Sidney J. Furie und Richard Fleischer – Der Jazz-Sänger (The Jazz Singer)                                                  |
| Schlechteste Regie             | Robert Greenwald | Stanley Kubrick – Shining                                                                                                  |
| Schlechteste Regie             | Robert Greenwald | Michael Ritchie – Freibeuter des Todes (The Island)                                                                        |
| Schlechteste Regie             | Robert Greenwald | John Trent – Middle Age Crazy                                                                                              |
| Schlechteste Regie             | Robert Greenwald | Nancy Walker – Supersound und flotte Sprüche (Can't Stop the Music)                                                        |
| Schlechteste Regie             | Robert Greenwald | Gordon Willis – L ist nicht nur Liebe (Windows)                                                                            |
| Schlechtestes Drehbuch         | Allan Carr | Allan Carr und Bronte Woodard – Supersound und flotte Sprüche (Can't Stop the Music)                                       |
| Schlechtestes Drehbuch         | Allan Carr | Hesper Anderson – Touched by Love                                                                                          |
| Schlechtestes Drehbuch         | Allan Carr | Eleanor Bergstein – It’s My Turn – Ich nenn’es Liebe (It’s My Turn)                                                        |
| Schlechtestes Drehbuch         | Allan Carr | Richard C. Danus und Marc R. Rubel – Xanadu                                                                                |
| Schlechtestes Drehbuch         | Allan Carr | William Friedkin – Cruising                                                                                                |
| Schlechtestes Drehbuch         | Allan Carr | Eric Hughes und Adam Kennedy – Hebt die Titanic (Raise the Titanic)                                                        |
| Schlechtestes Drehbuch         | Allan Carr | Ronni Kern, Erich Segal und Fred Segal – Jahreszeiten einer Ehe (A Change of Seasons)                                      |
| Schlechtestes Drehbuch         | Allan Carr | Carl Kleinschmidt – Middle Age Crazy                                                                                       |
| Schlechtestes Drehbuch         | Allan Carr | Steve Shagan – Die Formel (The Formula)                                                                                    |
| Schlechtestes Drehbuch         | Allan Carr | Barry Siegel – L ist nicht nur Liebe (Windows)                                                                             |
| Schlechtester Song             | | The Man with Bogart’s Face aus Der Mann mit Bogarts Gesicht (The Man with Bogart’s Face) – George Duning und Andrew Fenady |
| Schlechtester Song             | (You) Can’t Stop The Music aus Supersound und flotte Sprüche (Can't Stop the Music) – Jacques Morali                                        | |
| Schlechtester Song             | Suspended in Time aus Xanadu – John Farrar                                                                                                  | |
| Schlechtester Song             | Where Do You Catch the Bus for Tomorrow? aus Jahreszeiten einer Ehe (A Change of Seasons) – Henry Mancini, Marilyn Bergman und Alan Bergman | |
| Schlechtester Song             | You, Baby, Baby! aus Der Jazz-Sänger (The Jazz Singer) – Neil Diamond                                                                       | |